# Лаладжък
Лаладжък (на турски: Lalacık) е село в Източна Тракия, Турция, Вилает Одрин. Околия Кешан.

## География
Селото се намира на 15 км северно от Кешан.

## История
В XIX век Лаладжък е гръцко село във Узункьоприйска кааза в Одринския вилает на Османската империя. Според „Етнография на вилаетите Адрианопол, Монастир и Салоника“, издадена в Константинопол в 1878 година и отразяваща статистиката на населението от 1873 година, Лаладжък (Laladjik) има 20 домакинства и 109 жители гърци.
Според статистиката на професор Любомир Милетич в 1913 година в Лаладжик живеят 60 гръцки семейства.
През 1923 година са заселени помаци от село Малошийца, Гърция.